# ボルチモア・オリオールズ
- ボルティモア・オリオールズ

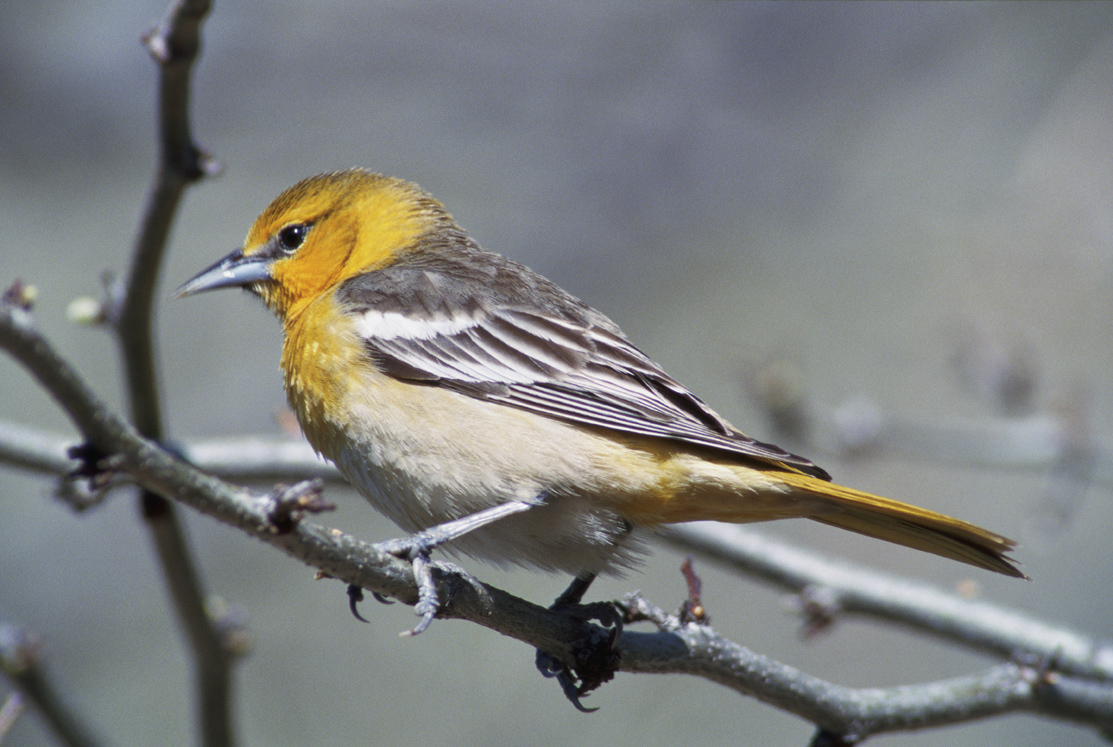
名前の由来のボルチモアムクドリモドキ

ボルチモア・オリオールズ（英語: Baltimore Orioles, 英語発音: /bˈɔːltəm`ɔɚ ˈɔːriòʊlz/; 略称: BAL）は、メジャーリーグベースボール（以下、MLB）アメリカンリーグ東地区所属のプロ野球チーム。本拠地都市はメリーランド州ボルチモアで、球場はオリオール・パーク・アット・カムデン・ヤーズを使用している。ニックネームのオリオールズは、メリーランド州の州鳥でムクドリモドキ科の鳥であるボルチモアムクドリモドキ(Baltimore Oriole)が由来で、略称としてO'sまたはBirdsとも呼ばれている。
同じアメリカンリーグ東地区のニューヨーク・ヤンキースは、創設当初の1901年 - 1902年にボルチモアを本拠地としてボルチモア・オリオールズを名乗り、その後1903年にニューヨークへ移転した。現在のボルチモア・オリオールズは1901年のミルウォーキー・ブルワーズ（現在の球団とは別）を源流としている。

## 概要
球団創設の1901年はウィスコンシン州ミルウォーキーに本拠地を置き、ニックネームはブルワーズであったが、翌1902年からミズーリ州セントルイスに移転し、「セントルイス・ブラウンズ」となった。そして1954年にボルチモアに移転、オリオールズに改称する。
フランク・ロビンソンやブルックス・ロビンソンが所属していた1966年にはフランク・ロビンソンが三冠王に輝き、ワールドシリーズでは前年の覇者でサンディ・コーファックスやドン・ドライスデールなどがいたロサンゼルス・ドジャースを4勝無敗で下し、初の世界一に輝いた。1969年から1979年までは地区優勝6回、リーグ優勝4回、ワールドシリーズ優勝1回の黄金時代を築いた。1983年にもワールドシリーズに優勝したが、その後は1988年にはメジャーリーグ記録となる開幕21連敗を喫するなど低迷状態が続いている。
なお、アメリカン・リーグにも1901年から2年間にボルチモア・オリオールズが存在したが、1903年よりニューヨークへ移転した後のニューヨーク・ヤンキースである。
1980年代までは帽子のマークにボルチモアムクドリモドキを漫画風にデフォルメされていたものが使われていた。90年代に入って使用中止となるが、2012年より復活している。

## 球団の歴史

### ミルウォーキー・ブルワーズ→セントルイス・ブラウンズ
球団は1901年、ウィスコンシン州ミルウォーキーを本拠地として、1年だけ「ミルウォーキー・ブルワーズ」として活動した（現在のミルウォーキー・ブルワーズおよび、1884年と1891年に存在した同名球団とは無関係）。当時の名選手で後年野球殿堂入りしたヒュー・ダフィーを兼任監督にすえたが、48勝89敗と大きく負け越す多難な船出だった。
1902年にミズーリ州セントルイスに本拠地を移し、セントルイス・ブラウンズとなった。移転直後の1902年は、ジャック・パウエル、レッド・ドナヒューという投手の二枚看板が22勝ずつを挙げる活躍をし、カージナルスから移籍した名遊撃手ボビー・ウォレス、3度の首位打者に輝いたジェシー・バーケットといった面々がチームを引っ張り、78勝58敗の成績でリーグ2位となった。しかし同じ都市にセントルイス・カージナルスがあったこともあり、人気はなく球団経営は常に苦しい状況だった。成績が伸び悩んでいた1913年には、春のキャンプのスタジアム使用料にバジー・ウェアーズという名の選手を出したこともある。のちに革新的な球団経営者として知られるブランチ・リッキーが、ブラウンズの監督をしていたのもこのころである。
1920年からの3年間は、ブラウンズの戦力が最も充実していた時期で、一塁手のジョージ・シスラーは1920年に当時のメジャーリーグ記録で、その後80年以上も破られなかったシーズン257安打と打率.407を記録し、既にリーグを代表する選手となっていた。外野手は1922年に本塁打王となるケン・ウィリアムズ、1920年と1921年に.350以上の打率を残したベビードール・ジェイコブソン、フェデラル・リーグでデビューし、1920年から1923年まで4年連続200安打以上を記録したジャック・トビンの3人が打線を牽引し、投手陣ではヤンキースから移籍したアーバン・ショッカーが1920年から1923年までの4年連続20勝を挙げる活躍をした。ブラウンズは1922年に優勝争いに加わり、ついに首位ヤンキースを1ゲーム差まで追い詰めたが、後一歩のところでリーグ優勝を逃す。しかし良い時期は長続きせず、1920年代後半には徐々に成績は低迷していった。シスラーが引退した後、ブラウンズはヘイニー・マナシュやグース・ゴスリンを攻撃の主軸に据えるが、ゴスリンやチーム生え抜きで活躍してきた名捕手リック・フェレルらがチームを離れた1930年代以降は、ブラウンズは万年下位を低迷するチームになっていた。

### 戦時下の優勝とベックの時代
ブラウンズは1930年から1953年の24年間でAクラスになったのはわずか3回、優勝したのはたったの1回である。唯一のリーグ優勝は、第二次世界大戦の影響で他チームの主力選手が兵役についていた1944年のことだった。ワールドシリーズの対戦相手は同じセントルイスに本拠地を置くカージナルスで、両球団は本拠地球場スポーツマンズ・パークも共有していたため、ワールドシリーズは全試合同じ球場で開催された。
これは1921年と1922年にニューヨーク・ジャイアンツ（現：サンフランシスコ・ジャイアンツ）とニューヨーク・ヤンキースが対戦した際に全試合がポロ・グラウンズで開催されて以来のことだった。
カージナルスの陰に隠れて人気面でも低迷が続いていたことから、1940年には西海岸への移転が計画されるが、西海岸は第二次世界大戦の戦場となる可能性があったことから、試合開催は困難として中止された。
優勝前年のオフシーズン、つまり1943年と1944年の間、ブラウンズから兵隊にとられた選手はいなかった。選手の大部分が「兵役不適格(4-F)」、つまり軍隊にも入れないような体格や体力の選手だった。実際に1944年のブラウンズのロースターのうち9人が34歳を超えており、当時23歳で戦後も強打の遊撃手として活躍し続けたバーン・ステファンズですらも4-Fに分類され、造船所での徴用作業への従事に留められていた。1944年当時の主力投手ジャック・クレーマーとネルズ・ポッターは、現役通算勝ち星の約半分を1943年から1946年の間にあげており、兵役から他チームの主力選手が戻ってくると再び勝てない投手に逆戻りした。後年の批評家の多くは、ブラウンズの1944年のワールドシリーズ進出を「幸運」または「まぐれ」と酷評した。
観客動員に困った球団は苦肉の策を次々と打ち出した。代表的なのが、事故で右腕を失っていたピート・グレイを1945年に獲得したことである。マイナーリーグで首位打者、AAA級でMVPを獲得するなどしたが、プレーしたのは1年77試合のみ、打率は2割1分8厘。その姿は感動を呼んだものの、戦力にはならなかった。
戦後の1947年、すでに1941年に引退していたディジー・ディーンをプレーさせる。彼がラジオの解説で「俺が投げたほうがましだ」と言ったからである。彼は3回と3分の2を0点に抑え、ヒット1本を放った。しかし所詮ジョークであり、客寄せのためだった。また、同年はブルックリン・ドジャーズに入団したジャッキー・ロビンソンの成功にならい、ニグロリーグで“ホームラン・ブラウン”の異名をとったアフリカ系アメリカ人の強打者ウィラード・ブラウンを加入させたが、偏見からくる執拗な嫌がらせにあい、その打率は2割に満たないまま1年で球団を離れることになった。1950年には、心理学者のデビッド・F・トレイシーを雇ってチームを勝たせようとし、トレイシーは選手は敗北者症候群にかかっていると診断、選手に対して催眠術や自己暗示をかけて緊張と自信喪失の克服を教えたがうまくはいかず、彼はシーズン途中に解雇、選手にかけた催眠術を解かずに去った。
1951年、新しくオーナーになったビル・ベックは球史に残る奇策を講じた。身長わずか109センチのエディ・ゲーデルをプレーさせたのである。背番号「1/8」をつけた彼は小さい体をさらに低くかがませ、狙いどおり四球になった。そして彼が一塁に立ったところで代走が送られ、そのまま二度とプレーすることはなかった（さらに詳しい情報はゲーデルの項目を参照）。この事件の5日後、さらにベックは前代未聞のイベントを行った。観客に指揮をとらせたのである。まず監督のザック・テイラーはダッグアウトの上に座り、試合の要所で観客に作戦についての質問をする。そして観客は持っている「はい」と「いいえ」のカードを出し、多数決で実行するかどうか決めたのである。そして驚くべきことに、フィラデルフィア・アスレチックス（現：オークランド・アスレチックス）を5対3で破ったのである。
ベックはさらに、1949年に一度引退し44歳になっていたサチェル・ペイジをブラウンズで現役復帰させた。衰えを知らぬペイジは1953年まで3年間ブラウンズに所属し、1952年には45歳で二桁勝利を挙げてみせた。1951年当時ブラウンズのエースだったネッド・ガーヴァーは、史上二人目の『100敗以上したチームで20勝を挙げた』投手になった。一方でベックは2球団が本拠地とするにはセントルイスは小さいと考え、ブラウンズの移転を画策した。移転先には1901年に本拠地としたミルウォーキーのほか、ボルチモアやロサンゼルスも挙がったが、いずれも他の球団オーナーの反対に合い実現しなかった。散財し手づまりとなったベックは、1954年にボルチモアのクラレンス・マイルズとジェラルド・ホフバーガーを代表とする資産家グループにブラウンズを売却し、オーナーから身を引いたが、ベックが去った後ブラウンズのボルチモア移転は実にあっさりと認められた。

### ボルチモアへ〜躍進の1960年代〜
1954年4月、新たな本拠地メモリアル・スタジアムまでのパレードで、新生オリオールズの歴史は始まったが、他球団と優勝争いができるようになるまでさらに6年の歳月を要した。強化されたファームシステムからは、ブルックス・ロビンソン、ブーグ・パウエル、デーブ・マクナリーらが徐々に成長してきていた。
そして1965年オフに、シンシナティ・レッズとのトレードでミルト・パパスと交換にフランク・ロビンソンを獲得。ロビンソンは翌1966年にアメリカンリーグの三冠王となり、同年最優秀選手も獲得。アメリカンリーグとナショナルリーグの両方でMVPを獲得した初めての選手となった。同年オリオールズはリーグ優勝を果たし、1966年のワールドシリーズではサンディ・コーファックスとドン・ドライスデールの絶対的な二枚看板のいるロサンゼルス・ドジャーズを4連勝で下した。

### アール・ウィーバーと黄金時代
1968年途中から監督となったアール・ウィーバーのもと、オリオールズは1983年で、常にアメリカンリーグ東地区の優勝を争えるチームになった。2地区制となった1969年から1983年の間に、オリオールズは計7度の地区優勝、4度のリーグ優勝、2度のワールドシリーズ制覇を成し遂げている。この間は年間の勝率が5割を割ったシーズンは一度もなかった。
所属選手達の活躍もめざましく、1969年にマイク・クェイヤーがサイ・ヤング賞を受賞したのをはじめ、1970年にはブーグ・パウエルがリーグの最優秀選手となった。ジム・パーマーは1973年と1975年，1976年の3度サイ・ヤング賞を獲得、ほかにも1979年にマイク・フラナガンが、また1980年にはスティーブ・ストーンがそれぞれサイ・ヤング賞投手となった。前後するが、1971年にはデーブ・マクナリーが21勝、パーマー、クェイヤー、パット・ドブソンがそれぞれ20勝を記録し、1チームで20勝投手が4人誕生した。これは1920年のシカゴ・ホワイトソックス以来の快挙で、以後も達成例はない。1980年代以後は投手の分業や先発投手5人の先発ローテーションが完全に定着し、20勝投手自体メジャー全体で年に数人出るか出ないかであり、今後も達成する球団は現れないと思われる。
ルーキー・オブ・ザ・イヤーについても1973年のアル・バンブリー、1977年のエディ・マレー、1982年のカル・リプケン・ジュニアと、有望な若手選手が次々輩出された。リプケンは翌1983年にリーグ最優秀選手の栄誉も得ている。
ウィーバーは1982年シーズンの後、監督の座をジョー・オルトベリに譲る。オルトベリが監督となった1983年にオリオールズはワールドシリーズを制覇したが、この年を最後にチームは優勝から遠のくことになる。ウィーバーは1985年シーズン途中に再びオリオールズの監督に復帰したが、1986年シーズンに20年ぶりの負け越しという結果に終わり、監督の座から退いた。そして1988年シーズン、チームは「開幕から21連敗」という不名誉な記録を喫した。

### カムデンヤーズの時代
1992年には新球場オリオール・パーク・アット・カムデン・ヤーズが開場。観客動員数は大幅に増加する。しかし、球場建設の債務が重くのしかかり、当時のオーナーだったイーライ・ジェイコブスは同年オフに破産を申請、球団は1993年にピーター・アンジェロスらの資産家グループに売却された。読売ジャイアンツOBのデービー・ジョンソンが監督に就任した2年間は、1996年にワイルドカードを獲得し、1997年に地区優勝を果たした。プレーオフでは2年連続でリーグチャンピオンシップ敗退に終わり、ワールドシリーズ進出は果たせなかった。新球場の魅力に好成績が重なり、観客動員は1997年に過去最高の371万1132人（1試合平均4万5816人）を記録している。
この時期にチームの顔であったカル・リプケン・ジュニアは、1982年5月30日から1998年9月20日までの15年間に2632試合連続出場の大記録を成し遂げた。1999年3月28日（キューバのエスタディオ・ラティーノアメリカーノ）と5月2日（オリオール・パーク・アット・カムデン・ヤーズ）にMLBのチームとしては40年ぶりとなるキューバ代表との親善試合をおこなっている。

### 長期低迷
ジョンソン監督は、メリーランド州のたばこ業界から42億ドルを勝ち取ったことで有名なアンジェロスオーナー（弁護士）と対立したことで解任された。その後投手コーチだったレイ・ミラーが就任した1998年からは、地区4位がほぼ定位置となる。この年以降は12シーズン連続負け越しで、2004年の3位を除いてすべて4位以下という長期低迷が続いた。1990年代に強打のインディアンズを作り上げたマイク・ハーグローブや、2005年途中から元ヤクルトのサム・パラーゾが指揮を執り、ミゲル・テハダ等の好選手を補強したりしたが、同地区のヤンキース、レッドソックスを中心とした優勝争いに割って入れない状況は改善しなかった。さらに2008年にはそれまで最下位が定位置だったタンパベイ・レイズの躍進もあって地区最下位に転落し、観客動員も20年ぶりに200万人を割り込んだ。2009年1月、読売ジャイアンツからFA宣言した上原浩治が2年契約を締結。同球団が日本人選手とメジャー契約をするのはこれが初めてである。最後の3試合に3連勝して100敗を免れるのがやっとのリーグ最低勝率で、2年連続の地区最下位に沈んだ。2010年はトロント・ブルージェイズ戦のロードゲームで全敗という珍記録を作り上げた。

### 暗黒期からの脱却
2012年はオリオールズにとっては転換期となった。ショーウォルター監督の下で投手陣を再建。コロラド・ロッキーズからはジェイソン・ハメル、中日ドラゴンズからはチェン・ウェインを獲得し日本でも話題となった。試合では、僅差で勝利する粘り強い戦いぶりを披露。5月6日の対レッドソックスの試合ではシーズン最多の17回までもつれこんだが最終的にオリオールズが勝利。6月17日の試合に勝利して以降は負けが増え勢いに陰りが見えたが、オールスターゲーム後から持ち直してシーズン中盤から後半にかけて着実に勝利を重ねていった。シーズン終盤では7連勝のヤンキースに肉薄する6連勝。そこから1勝3敗と苦しんだものの直後に4連勝して好調を維持した。シーズン最後の対レイズ3連戦は1勝2敗と負け越しヤンキースに地区優勝を奪われたものの、1997年以来15年ぶりのレギュラーシーズン勝ち越しを決め、ワイルドカードでポストシーズン進出を決めた。
10月5日のワイルドカード戦では、テキサス・レンジャーズ相手に善戦。効率よく点数を稼ぎ点差を広げ最終的に5-1で勝利。チームは初めてのワイルドカードで勝利しディビジョンシリーズへと駒を進めたが、ニューヨーク・ヤンキースに敗れた。
2013年はシーズン途中にスコット・フェルドマンやヒューストン・アストロズの同年の開幕投手、バド・ノリスなどの先発投手や、ミルウォーキー・ブルワーズのクローザー、フランシスコ・ロドリゲスを獲得。野手ではクリス・デービスが自己最多の53本塁打・138打点で本塁打王と打点王のタイトルを獲得し、デビュー2年目のマニー・マチャドの才能が一気に開花したが、ニューヨーク・ヤンキースと同率の3位でシーズンを終え、プレーオフ進出を逃した。
2014年は、新加入のネルソン・クルーズの40本塁打（本塁打王）、デビュー2年目で新人資格をもつジョナサン・スコープの16本塁打などが前年より上積みされ、両リーグ最多の211本のホームランにものをいわせた圧倒的な破壊力を武器に、96勝して17年ぶりに地区優勝を決めた。ディビジョンシリーズでは、4年連続で中部地区を制したデトロイト・タイガースに3連勝しリーグチャンピオンシップシリーズに進出したが、そのタイガースと同じ中部地区のチームで、同シーズンで唯一ホームラン100本を割りながら（95本塁打）、メジャー最多の153盗塁を誇る機動力を武器にしたカンザスシティ・ロイヤルズにスウィープ（0勝4敗）を喫し、ワールドシリーズには進めなかった。
2015年4月29日には、ボルチモアで起きた暴動（2015 Baltimore protests）を配慮しMLB史上初めて無観客試合を行った。この試合の前日と前々日の試合は中止され、5月2日からのタンパベイ・レイズとの3連戦は本拠地での開催予定であったが、敵地トロピカーナ・フィールドでホーム主催ゲームとして行われた。
2016年1月21日、クリス・デービスと球団史上最高額となる7年1億6100万ドルの契約を結んだ。この年は開幕7連勝し、序盤から勢いに乗る。4月にはマニー・マチャドが月間MVPを獲得した。先発投手陣がなかなか安定しないなか、マリナーズから移籍したトランボを中心とした打撃陣やブラッチ、ブリットンを中心とした中継ぎ陣らの奮闘で地区首位争いを演じた。7月にはNPBの東京ヤクルトスワローズを退団したローガン・オンドルーセックを獲得した。結果的に地区優勝こそ逃したものの、ワイルドカードでポストシーズンに進出。しかしトロント・ブルージェイズに延長戦の末敗れた。
2017年は、8月まではポストシーズン争いに加わっていたが、秋にかけて大幅に失速し、終わってみれば6年ぶりの地区最下位に終わった。

### 再び低迷・再建期へ
2018年は主力が不振に陥るなど、開幕から低迷。マニー・マチャド、ザック・ブリットンら主力選手を放出し、チーム再建を図ることになった。9月18日、ユニフォームのチーム名・選手名を点字で表記した。 これはアメリカプロスポーツ史上初であった。この年は、アメリカンリーグ所属の他14球団全てに負け越すなど47勝115敗で、勝率も30球団で唯一3割を下回り（.290）、地区首位のレッドソックスとは61ゲーム差、勝率ワースト2位のロイヤルズからも11ゲーム離され、ミルウォーキー時代、セントルイス時代を含めた球団史上最低のシーズン成績を記録した。また、8年ぶりにトロント・ブルージェイズ戦のロードゲームで全敗という珍記録を作り上げた。
不振からの脱却のために、アストロズからマイク・エリアスGMを引き抜き、NASAから球界に転じたシグ・メジャルもそれに合わせてGM補佐に就任した。
2019年もドラフト上位指名権獲得のためタンキングのシーズンとなった。7月、スティービー・ウィルカーソンがMLB史上初の野手でのセーブを記録した。このシーズンも100敗以上（108敗）を喫し、3年連続で地区最下位となった。
2020年はCOVID-19の影響で60試合の開催にとどまった。前年に引き続き最下位になるものとみられていたが、アンソニー・サンタンダーやライアン・マウントキャッスルといった生え抜きの若手選手やFAで加入したホセ・イグレシアスが3割を超える打率を残したことで最終的な順位は4位となった。
2021年は4月1日に予定されていたレッドソックスとの開幕戦が雨天により翌日に延期となった。このレッドソックスとの開幕カードではスイープに成功、5月5日のシアトル・マリナーズ戦ではジョン・ミーンズがノーヒットノーランを達成した。しかし5月18日から14連敗を喫すると、8月3日から19連敗を喫するなど黒星が重なり、最終的には52勝110敗というリーグワーストの成績でシーズンを終えた。チームは惨憺たる成績であったが、マウントキャッスルが33本塁打を放ちブレイク。さらにセドリック・マリンズは球団としては99年ぶりとなる30本塁打30盗塁を達成した。
オフの11月3日にチームからフェルナンド・エイバッド、マット・ハービーがFAとなった。
2024年3月27日、カーライル・グループの共同創業者で本球団のファンでもあるデビッド・ルーベンスタインに売却されることが発表された。売却額は17億2500万ドル（日本円で約2605億円）。

## 選手名鑑

### アメリカ野球殿堂表彰者
- ロベルト・アロマー (Roberto Alomar)
- ルイス・アパリシオ (Luis Aparicio)
- ハロルド・ベインズ (Harold Baines)
- リック・フェレル (Rick Ferrell)
- グース・ゴスリン (Goose Goslin)
- ブラディミール・ゲレーロ (Vladimir Guerrero)
- ロジャース・ホーンスビー (Rogers Hornsby)
- レジー・ジャクソン (Reggie Jackson)
- ジョージ・ケル (George Kell)
- ヘイニー・マナシュ (Heinie Manush)
- エディ・マレー (Eddie Murray)
- マイク・ムッシーナ (Mike Mussina)
- ジム・パーマー (Jim Palmer)

- ティム・レインズ (Tim Raines)
- ブランチ・リッキー (Branch Rickey)
- カル・リプケン・ジュニア (Cal Ripken, Jr.)
- ロビン・ロバーツ (Robin Roberts)
- ブルックス・ロビンソン (Brooks Robinson)
- フランク・ロビンソン (Frank Robinson)
- ジョージ・シスラー (George Sisler)
- リー・スミス (Lee Smith)
- ジム・トーミ (Jim Thome)
- ルーブ・ワッデル (Rube Waddell)
- ボビー・ウォレス (Bobby Wallace)
- アール・ウィーバー (Earl Weaver)
- ホイト・ウィルヘルム (Hoyt Wilhelm)

※太字はセントルイス・ブラウンズでの殿堂入り

### 永久欠番
| 番号 | 選手                                      | ポジション           | 備考                 |
| ---- | ----------------------------------------- | -------------------- | -------------------- |
| 4    | アール・ウィーバー(Earl Weaver)           | コーチ、監督         | 1982年指定           |
| 5    | ブルックス・ロビンソン(Brooks Robinson)   | 三塁手               | 1978年指定           |
| 8    | カル・リプケン・ジュニア(Cal Ripken, Jr.) | 遊撃手、三塁手       | 2001年指定           |
| 20   | フランク・ロビンソン(Frank Robinson)      | 外野手、コーチ、監督 | 1972年指定           |
| 22   | ジム・パーマー(Jim Palmer)                | 投手                 | 1985年指定           |
| 33   | エディ・マレー(Eddie Murray)              | 一塁手、指名打者     | 1998年指定           |
| 42   | ジャッキー・ロビンソン(Jackie Robinson)   | 二塁手               | 全球団共通の永久欠番 |

意図的に使用されていない番号
- 10 - アダム・ジョーンズ
- 44 - エルロッド・ヘンドリックス

### 歴代所属日本人選手
- 19 上原浩治（2009 - 2011）
- 14 藤浪晋太郎（2023）
- 19 菅野智之（2025 - ）

## オリオールズ野球殿堂
1977年に設立され、75人が殿堂入りを果たしている。

### 殿堂入り表彰者
- ブルックス・ロビンソン（1977年）
- フランク・ロビンソン（1977年）
- デーブ・マクナリー（1978年）
- ブーグ・パウエル（1979年）
- ガス・トリアンドス（1981年）
- マイク・クェイヤー（1982年）
- ルイス・アパリシオ（1982年）
- マーク・ベランジャー（1983年）
- アール・ウィーバー（1983年）
- ポール・ブレアー（1984年）
- ポール・リチャーズ（1984年）
- ミルト・パパス（1985年）
- ジム・パーマー（1986年）
- ケン・シングルトン（1986年）
- アル・バンブリー（1987年）
- スティーブ・バーバー（1988年）
- ジム・ジェンタイル（1989年）
- ステュ・ミラー（1989年）
- ディック・ホール（1989年）
- スコット・マクレガー（1990年）
- ハンク・バウアー（1990年）
- ハル・ブラウン（1991年）
- ジェーン・ウッドリング（1992年）
- ドン・ビュフォード（1993年）
- マイク・フラナガン（1994年）
- ジョージ・バンバーガー（1995年）

- チャック・トンプソン（1995年）
- ジェリー・ホフバーガー（1996年）
- ビル・ハンタ（1996年）
- カル・リプケン・シニア（1996年）
- ハリー・ダルトン（1997年）
- デーブ・ジョンソン（1997年）
- リック・デンプシー（1997年）
- リー・メイ（1998年）
- ボビー・グリッチ（1998年）
- リー・マクフェイル（1998年）
- エディ・マレー（1999年）
- フランク・キャッシェン（1999年）
- ジャック・ダン3世（2000年）
- エディ・ワット（2000年）
- ティッピー・マルティネス（2000年）
- ハンク・ピータース（2001年）
- エルロッド・ヘンドリックス（2001年）
- マイク・ボディッカー（2001年）
- レックス・バーニー（2002年）
- デニス・マルティネス（2002年）
- ホイト・ウィルヘルム（2002年）
- ボブ・ブラウン（2003年）
- カル・リプケン・ジュニア（2003年）
- アーニー・タイラー（2004年）
- ブレイディ・アンダーソン（2004年）

- エディ・ワイドナー（2006年）
- ディック・ホールラルフ（2006年）
- ダグ・デシンセイ（2006年）
- クリス・ホイルズ（2006年）
- B.J.サーホフ（2007年）
- ビル・オドネル（2007年）
- グレッグ・オルソン（2008年）
- シェリー・マギーフィル・イツゾー（2008年）
- ワイルド・ビル・ヘギー（2008年）
- ジュリー・ワグナー（2009年）
- ハロルド・ベインズ（2009年）
- レニー・ジョンストン（2010年）
- レイ・ミラー（2010年）
- ジョニー・オーツ（2010年）
- マイク・ボーディック（2011年）
- リッチー・バンセルス（2011年）
- マイク・ムッシーナ（2012年）
- ウォルター・ヤウス（2012年）
- リッチ・ダウアー（2012年）
- ロベルト・アロマー（2013年）
- ドン・プリーズ（2013年）
- ジョン・ローウェンスタイン（2015年）
- ゲイリー・レニキー（2015年）
- メルビン・モーラ（2015年）
- フレッド・ウルマン（2015年）
- ブライアン・ロバーツ（2018年）
- フレッド・マンフラ（2018年）
- モー・ガバ（2020年）

## 傘下マイナーチーム
| クラス | チーム                                                                      | 参加リーグ                                            | 提携   | 本拠地                                                           |
| ------ | --------------------------------------------------------------------------- | ----------------------------------------------------- | ------ | ---------------------------------------------------------------- |
| AAA    | ノーフォーク・タイズ Norfolk Tides                                          | インターナショナルリーグ International League         | 2007年 | バージニア州ノーフォーク ハーバー・パーク                        |
| AA     | チェサピーク・ベイソックス Chesapeake Baysox                                | イースタンリーグ Eastern League                       | 1993年 | メリーランド州ボウイ プリンス・ジョージズ・スタジアム            |
| High-A | アバディーン・アイアンバーズ Aberdeen IronBirds                             | サウス・アトランティックリーグ South Atlantic League  | 2002年 | メリーランド州アバディーン リプケン・スタジアム                  |
| Low-A  | デルマーバ・ショアバーズ Delmarva Shorebirds                                | カロライナ・リーグ Carolina League                    | 1997年 | メリーランド州ソールズベリー アーサー・W・パーデュー・スタジアム |
| Rookie | フロリダ・コンプレックスリーグ・オリオールズ Florida Complex League Orioles | フロリダ・コンプレックスリーグ Florida Complex League | 1991年 | フロリダ州サラソータ エド・スミス・スタジアム                    |
| Rookie | ドミニカン・サマーリーグ・オリオールズ Dominican Summer League Orioles      | ドミニカン・サマーリーグ Dominican Summer League      | 1989年 | ドミニカ共和国 シウダー・デ・ベイスボル                          |

1972年にロッテオリオンズのオーナーだった中村長芳は当時ボルティモア傘下のクラスAローダイ・パドレスの経営権を取得し、ローダイ・オリオンズに改称した。
翌年、中村は太平洋クラブライオンズに移籍した為、ローダイ・ライオンズに改称した。しかし、このシーズンをもって中村は経営権を手放している。